# Episodi di Cold Case - Delitti irrisolti (terza stagione)
La terza stagione di Cold Case - Delitti irrisolti, composta da 23 episodi, è stata trasmessa negli Stati Uniti sul canale CBS dal 25 settembre 2005 al 21 maggio 2006.
In Italia è andata in onda in chiaro su Rai 2 dal 17 febbraio al 12 maggio 2007.
| nº | Titolo originale            | Titolo italiano           | Prima TV USA      | Prima TV Italia  |
| -- | --------------------------- | ------------------------- | ----------------- | ---------------- |
| 1  | Family                      | Un padre per Claire       | 25 settembre 2005 | 17 febbraio 2007 |
| 2  | The Promise                 | La promessa               | 2 ottobre 2005    | 17 febbraio 2007 |
| 3  | Bad Night                   | Un tragico errore         | 9 ottobre 2005    | 24 febbraio 2007 |
| 4  | Colors                      | Partita finale            | 16 ottobre 2005   | 24 febbraio 2007 |
| 5  | Committed                   | Incendio doloso           | 23 ottobre 2005   | 10 marzo 2007    |
| 6  | Saving Patrick Bubley       | La famiglia Bubley        | 6 novembre 2005   | 10 marzo 2007    |
| 7  | Start-Up                    | Chi ha ucciso Amy?        | 13 novembre 2005  | 17 marzo 2007    |
| 8  | Honor                       | Ricordi di guerra         | 20 novembre 2005  | 17 marzo 2007    |
| 9  | A Perfect Day               | Le due gemelle            | 27 novembre 2005  | 24 marzo 2007    |
| 10 | Frank's Best                | Un bravo ragazzo          | 18 dicembre 2005  | 24 marzo 2007    |
| 11 | 8 Years                     | Il sogno di May           | 8 gennaio 2006    | 31 marzo 2007    |
| 12 | Detention                   | Il patto                  | 15 gennaio 2006   | 31 marzo 2007    |
| 13 | Debut                       | Il ballo delle debuttanti | 29 gennaio 2006   | 7 aprile 2007    |
| 14 | Dog Day Afternoons          | La talpa                  | 26 febbraio 2006  | 7 aprile 2007    |
| 15 | Sanctuary                   | L'infiltrato              | 12 marzo 2006     | 14 aprile 2007   |
| 16 | One Night                   | Il testamento             | 19 marzo 2006     | 14 aprile 2007   |
| 17 | Superstar                   | Superstar                 | 26 marzo 2006     | 21 aprile 2007   |
| 18 | Willkommen                  | Un tragico debutto        | 2 aprile 2006     | 21 aprile 2007   |
| 19 | Beautiful Little Fool       | L'orologio d'oro          | 9 aprile 2006     | 28 aprile 2007   |
| 20 | Death Penalty: Final Appeal | Sentenza finale           | 16 aprile 2006    | 5 maggio 2007    |
| 21 | The Hen House               | Il treno                  | 30 aprile 2006    | 5 maggio 2007    |
| 22 | The River                   | L'ultima partita          | 7 maggio 2006     | 12 maggio 2007   |
| 23 | Joseph                      | Joseph                    | 21 maggio 2006    | 12 maggio 2007   |

## Un padre per Claire
- Titolo originale: Family
- Diretto da: Mark Pellington
- Scritto da: Meredith Stiehm

### Trama
La squadra riapre il caso sull'omicidio di uno studente avvenuto nel 1988, quando sua figlia afferma di essere stata avvicinata da un uomo che dichiara di essere il padre naturale.
- Prima apparizione di Sarah Brown nei panni della detective Josie Sutton.
- Data del flashback: 1988
- Colpevole dell'omicidio è il suo insegnante: l'ha ucciso perché la vittima le aveva promesso la bambina, salvo rimangiarsi la parola dopo averla vista nascere.
- Lilly vede la vittima che guarda mamma e figlia ricongiunte e guarda la stessa Lilly con riconoscenza.
  - Canzone iniziale: Always On My Mind dei Pet Shop Boys
  - Canzone finale: In Your Eyes di Peter Gabriel

## La promessa
- Titolo originale: The Promise
- Diretto da: Paris Barclay
- Scritto da: Veena Cabreros Sud

### Trama
Quando un padre vedovo mostra una fotografia, evidenziando il fatto che la morte di sua figlia non è stata accidentale, la squadra riapre il caso del 2004 di una liceale sovrappeso morta per soffocamento in una casa in fiamme.
- Colpevoli dell'omicidio sono la sua compagna di classe, che ha appiccato l'incendio per vendicarsi della violenza subita all'interno della casa della confraternita, e uno dei membri della confraternita che l'ha rinchiusa in una stanza quando l'incendio ha preso il sopravvento, per non farle rivelare cosa accadeva all'interno della confraternita.
- L'amico della vittima la vede mentre parla con il padre di questa in casa loro.
  - Canzone iniziale: Hey Ya! degli Outkast
  - Canzone finale: Fallen di Sarah McLachlan

## Un tragico errore
- Titolo originale: Bad Night
- Diretto da: Kevin Bray
- Scritto da: Andrea Newman

L'omicidio di un teenager avvenuto nel 1978 viene riaperto dopo che la madre ha ritrovato una lettera che suggerisce che la morte del ragazzo non è legata a un serial killer. La squadra scopre che molti suoi amici gli voltarono le spalle dopo un incidente d'auto che fece perdere l'uso delle gambe a una sua amica.
- Data del flashback: 29 ottobre 1978
- Colpevole dell'omicidio è il vigile del fuoco, all'epoca non ancora sposato con l'amica paralitica della vittima, che l'ha ucciso per evitare di raccontare la verità sull'incidente alla ragazza di cui si stava innamorando.
- Lilly vede l'ipotetica scena nel caso la vittima avesse evitato l'incidente insieme all'amica, e ci viene mostrata un'altra ucronica scena: Jeffries che arriva in tempo per cambiare la ruota alla moglie e salvarle la vita.
  - Canzone iniziale: American Girl di Tom Petty and the Heartbreakers
  - Canzone finale: Dream On degli Aerosmith

## Partita finale
- Titolo originale: Colors
- Diretto da: Paris Barclay
- Scritto da: Sean Whitesell

### Trama
La squadra riapre il caso sull'omicidio, avvenuto nel 1945, di un giocatore di baseball afroamericano, promettente ventenne che avrebbe dovuto giocare nella Major League, colpito a morte con la sua mazza da baseball.
- Data del flashback: 12 agosto 1945
- Colpevole dell'omicidio è il suo compagno di squadra: l'ha ucciso perché la vittima voleva lasciare la squadra e l'altro si era opposto.
- Jeffries vede la vittima durante la partita di baseball del nipote, proprio dietro al nipote ad incitarlo, e con un cenno del berretto ringrazia Jeffries.
- In quest'episodio alcune comparse interpretano dei famosi giocatori di baseball, tra cui Satchel Paige, Monte Irvin, Josh Gibson e Jackie Robinson.
  - Canzone iniziale: Baseball Boogie di Mabel Scott
  - Canzone finale: Sentimental Journey di Doris Day

## Incendio doloso
- Titolo originale: Committed
- Diretto da: Alex Zakrzewski
- Scritto da: Liz W. Garcia

### Trama
La scoperta del decesso di una vecchia donna, che ha usato per anni l'identità di un'altra persona, porta la squadra a riaprire un caso del 1954 di una casalinga mandata in un istituto mentale per aver quasi dato fuoco a una cucina con lei e suo figlio dentro.
- Ultima apparizione di Sarah Brown nei panni della detective Josie Sutton.
- Data del flashback:
- Colpevole dell'omicidio è il primario dell'ospedale in cui la donna era ricoverata su complicità dell'infermiera dello stesso ospedale, e come esecutore l'infermiere ricattato dal medico; è stata uccisa per salvare la reputazione dell'ospedale, poiché la vittima aveva ordito uno scambio d'identità con una ragazza di una famiglia assai influente, è stata allontanata per non far sapere dello scambio e compromettere l'istituto.
- Il figlio della vittima la vede durante la mostra dei dipinti dell'amica della mamma.
  - Canzone iniziale: Sh-Boom dei The Crew-Cuts
  - Canzone finale: Only You (And You Alone) dei The Platters

## La famiglia Bubley
- Titolo originale: Saving Patrick Bubley
- Diretto da: Marcos Siega
- Scritto da: Tyler Bensinger e Karin Lewicki

### Trama
Quando una madre con cinque figli perde anche il quarto in una lotta tra gang, Rush riapre il suo primo caso alla omicidi, nel 1999, quando il primo figlio venne ucciso, per trovare il colpevole dei quattro omicidi ed evitare che l'ultimo rimasto venga a sua volta ucciso.
- Basato in parte sul film Salvate il soldato Ryan, del quale è stata usata anche la musica.
- Data del flashback: 25 novembre 1999
- Colpevole di quei quattro omicidi è il capo della gang: li ha uccisi tutti e quattro per il monopattino del fratello più piccolo, rubato da questo e che il primo ha tentato di riprendere mentre gli altri hanno minacciato di vendicarsi per il primo delitto, affronti degni di omicidio per il capo della gang.
- Patrick Bubley vede i quattro fratelli oltre la recinzione della scuola mentre ritorna a frequentare le lezioni. Inoltre, Lilly vede, nello specchio del bancone del bar frequentato dai poliziotti, il suo primo capo, agente cinico e distaccato, in cui lei ha temuto di trasformarsi nel corso dell'episodio.
  - Canzone iniziale: Changes di Tupac Shakur
  - Canzone finale: Faith in You dei P.M. Dawn

## Chi ha ucciso Amy?
- Titolo originale: Start Up
- Diretto da: James Whitmore Jr.
- Scritto da: Karin Lewicki

### Trama
A seguito del ritrovamento di una minaccia di morte nell'hard disk di un vecchio computer, la squadra riapre il caso del 1999 di una giovane ragazza morta per un attacco di cuore, scoprendo che era diventata per un breve periodo milionaria, grazie al boom delle dot-com.
- Data del flashback: 6 dicembre 1998
- Colpevole dell'omicidio è il suo socio d'affari su ordine del loro datore di lavoro: l'hanno uccisa per evitare di far scoprire la bancarotta fraudolenta che stavano compiendo.
- La sorella della vittima la vede mentre fa la sua classica remata sulla canoa.
  - Canzone iniziale: You Get What You Give dei New Radicals
  - Canzone finale: Save Me di Aimee Mann

## Ricordi di guerra
- Titolo originale: Honor
- Diretto da: Paris Barclay
- Scritto da: Craig Turk

### Trama
Quando una scatola contenente dei braccialetti del POW viene trovata in una casa della droga abbandonata, la squadra investiga sull'omicidio di un veterano della guerra del Vietnam, ucciso nel 1973, un anno dopo essere tornato a casa dalla nota prigione Hanoi Hilton.
- Prima apparizione di Tracie Thoms come la detective Kat Miller.
- Data del flashback: 16 agosto 1972
- Colpevole dell'omicidio è il figlio di un commilitone della vittima: l'ha ucciso perché avrebbe creduto che la vittima avesse tradito il padre per essere rilasciato dalla prigionia in Vietnam.
- Stillman vede la vittima accanto alla sua tomba, e si scambiano il saluto militare.
  - Canzone iniziale: Rocket Man di Elton John
  - Canzone finale: If You Could Read My Mind di Gordon Lightfoot

## Le due gemelle
- Titolo originale: A Perfect Day
- Diretto da: Roxann Dawson
- Scritto da: Veena Cabreros Sud

### Trama
Il ritrovamento dei resti di una bambina che riaffiora nel Delaware porta la squadra a riaprire un caso del 1965 riguardante una bambina di quattro anni, esaminando le violenze domestiche che hanno avuto luogo nella sua famiglia.
- Questo è stato l'episodio con gli ascolti più alti negli Stati Uniti, con più di 19 milioni di telespettatori.
- Data del flashback: 28 agosto 1965
- Colpevole dell'omicidio è suo padre: l'ha uccisa per ritorsione, poiché la madre voleva fuggire con le figlie da lui per trasferirsi con il collega di quest'ultimo.
- Lilly vede sulla spiaggia la vittima in compagnia della gemella, intente a guardare il mare una accanto all'altra.
  - Canzone iniziale: My Girl dei Temptations
  - Canzone finale: Catch the Wind di Donovan

## Un bravo ragazzo
- Titolo originale: Frank's Best
- Diretto da: Michael Schultz
- Scritto da: Meredith Stiehm

### Trama
La squadra riapre il caso sull'omicidio di un proprietario di un negozio di gastronomia avvenuto nel 2001, quando il fratello dell'uomo accusato dell'omicidio porta nuove prove, suggerendo che la polizia all'epoca arrestò l'uomo sbagliato.
- Data del flashback: 1º dicembre 2001
- Colpevole dell'omicidio è suo figlio: l'ha ucciso in uno degli eccessi di rabbia che egli manifestava frequentemente e per i quali il padre voleva chiuderlo in un istituto per malattie mentali.
- L'ex dipendente della vittima lo vede sulla soglia del proprio negozio con aria di approvazione quando decide di riaprirlo insieme alla sua famiglia.
  - Canzone iniziale: Santa Claus Is Coming to Town di Steve Tyrell
  - Canzone finale: Wherever You Will Go dei The Calling

## Il sogno di May
- Titolo originale: 8 Years
- Diretto da: Mark Pellington
- Scritto da: Meredith Stiehm

### Trama
Quando la squadra riceve un indizio su un caso dell'omicidio di un uomo avvenuto nel 1988, indaga sulla vita e le relazioni della vittima e dei suoi tre amici, dal loro diploma nel 1980 fino al giorno dell'omicidio nel 1988.
- Tutte le canzoni dell'episodio sono di Bruce Springsteen.
- Data del flashback: 6 giugno 1980
- Colpevole dell'omicidio è il suo esattore: l'ha ucciso perché la vittima l'aveva tradito ma l'omicidio è stato vendicato dal suo amico che ha ucciso l'esattore.
- May vede la vittima davanti alla sua auto, cioè l'auto con cui avrebbero dovuto scappare.
  - Canzone iniziale: No Surrender di Bruce Springsteen
  - Canzone finale: One Step Up di Bruce Springsteen

## Il patto
- Titolo originale: Detention
- Diretto da: Jessica Landaw
- Scritto da: Liz W. Garcia

### Trama
Il suicidio di uno studente nel 1994 viene rivisto, quando il pezzo mancante di una lettera suicida indica che la vittima potrebbe aver temuto per la sua vita prima di morire.
- Data del flashback: 13 maggio 1994
- Colpevole dell'omicidio è il suo amico, perché intendeva buttarsi dal tetto, ma lui e la vittima hanno iniziato una discussione che si è conclusa con la caduta accidentale di quest'ultimo.
- Lilly vede la vittima mentre scorre le dita sulla recinzione della scuola, proprio come recitato in una poesia scritta dalla stessa vittima.
  - Canzone iniziale: Come Out and Play dei The Offspring
  - Canzone finale: Landslide dei The Smashing Pumpkins

## Il ballo delle debuttanti
- Titolo originale: Debut
- Diretto da: Tim Hunter
- Scritto da: Karin Lewicki e Kate Purdy

### Trama
Quando un commerciante d'arte viene sospettato dell’omicidio della moglie, caduta dalle scale, la squadra investiga sull'omicidio di una ragazza nel 1968, avvenuta nello stesso modo, dato che il sospettato fu il suo cavaliere al ballo delle debuttanti la sera dell'omicidio.
- Basato sul caso di Michael Peterson.
- Tracie Thoms entra a far parte del cast principale.
- Data del flashback: 14 dicembre 1968
- Colpevole dell'omicidio è il suo cavaliere al ballo: l'ha spinta in uno scatto d'ira perché lei non voleva una relazione stabile con lui e soprattutto lo disprezzava per la sua ipocrisia.
- La madre della vittima la vede in giardino, intenta col telescopio, poi girandosi verso di lei sorridendo.
  - Canzone iniziale: Hooked on a Feeling di B. J. Thomas
  - Canzone finale: Moon River di Henry Mancini

## La talpa
- Titolo originale: Dog Day Afternoons
- Diretto da: Craig Ross Jr.
- Scritto da: Sean Whitesell

### Trama
Il caso sull'omicidio di una cassiera di banca, avvenuta durante una rapina nel 2000, viene riaperto quando la stessa banca viene rapinata di nuovo: i rapinatori indossano le stesse maschere e usano le stesse armi di sei anni prima.
- Data del flashback: 6 gennaio 2000
- Colpevole dell'omicidio è uno dei rapinatori della banca dove la vittima lavorava: l'ha uccisa dopo che lei aveva premuto l'allarme, su ordine del capo dell'operazione.
- La sorella e la madre vedono la vittima nella sua occupazione preferita, sul divano a leggere, sorridente.
- Anche se la vicenda è ambientata nel 2000, i flashback vengono mostrati in bianco e nero.
  - Canzone iniziale: Baby Did a Bad Bad Thing di Chris Isaak
  - Canzone finale: I Hope You Dance di Lee Ann Womack

## L'infiltrato
- Titolo originale: Sanctuary
- Diretto da: Alex Zakrzewski
- Scritto da: Steve Sharlet

### Trama
La squadra riapre un caso del 1998, l'omicidio di una ragazza sudamericana che lavorava come trasportatrice di droga, con cui Scotty lavorava all'epoca sotto copertura.
- Data del flashback: 28 settembre 1998
- Colpevole dell'omicidio è una ragazza incontrata in chiesa che stava cercando di disintossicarsi, insieme al suo ragazzo: l'hanno uccisa perché si è rifiutata di dire dove si nascondesse la droga, e hanno quindi cercato di vedere se l'aveva nello stomaco.
- Scotty vede la vittima accanto a lui mentre accendono una candela alla statua della Madonna.
- Nel montaggio finale, i due ovuli che Anna nascondeva vengono mostrati sotto alla statua della Madonna all'interno della chiesa.
  - Canzone iniziale: Teardrop dei Massive Attack
  - Canzone finale: Return to Innocence degli Enigma

## Il testamento
- Titolo originale: One Night
- Diretto da: Nicole Kassell
- Scritto da: Veena Cabreros Sud

### Trama
Quando un uomo confessa di aver seppellito vivo un ragazzo che si stava dirigendo al ballo scolastico nel 1980, la squadra riesamina il caso per ottenere informazioni sull'uomo e cercare di salvare un altro ragazzo sepolto vivo, prima che sia troppo tardi.
- Data del flashback: 7 giugno 1980
- Colpevole dell'omicidio è il reo confesso: l'ha ucciso seppellendolo vivo perché lui era condannato a morire per la sclerosi multipla, e non accettava che ci fossero persone come la vittima che avessero tutta la vita davanti a loro.
- Lilly vede la vittima mentre si allontana dal campo dov'è stata appena salvata la seconda vittima.
- Questo è l'unico episodio in cui un sospetto viene visto in tre età differenti della sua vita, durante la sequenza di chiusura.
  - Canzone iniziale: Take the Long Way Home dei Supertramp
  - Canzone finale: You and Me dei Lifehouse

## Superstar
- Titolo originale: Superstar
- Diretto da: Bill Eagles
- Scritto da: Craig O'Neill, Jason Tracey, Patricia Fullerton e Nancy Pinkston

### Trama
La squadra investiga sull'omicidio di una giocatrice di tennis avvenuta nel 1973, quando la sorella porta prove evidenti che potrebbe essere stata avvelenata.
- Data del flashback: 5 ottobre 1973
- Colpevole dell'omicidio è il giornalista che aveva scritto gli articoli su di lei: l'ha uccisa perché si era invaghito di lei e lei lo aveva respinto con forza.
- Lilly vede la vittima giocare sul campo da tennis del college.
  - Canzone iniziale: I Am Woman di Helen Reddy
  - Canzone finale: Your Song di Elton John

## Un tragico debutto
- Titolo originale: Willkommen
- Diretto da: Paris Barclay
- Scritto da: Andrea Newman

### Trama
Quando una pistola viene trovata tra gli oggetti di scena di un teatro locale, la squadra riesamina il caso d'omicidio di un tassista scritturato per il suo primo ruolo in un musical avvenuto nel 2002, prima del suo debutto.
- Tutte le canzoni di questo episodio sono del musical Cabaret.
- Data del flashback: 15 marzo 2002
- Colpevole dell'omicidio è il pianista del gruppo: l'ha ucciso perché lui voleva prendere il posto della vittima nella commedia.
- Lilly vede la vittima nella rimessa dei taxi, come illuminato da un occhio di bue.
  - Canzone iniziale: Willkommen di Natasha Richardson
  - Canzone finale: Maybe This Time di Natasha Richardson

## L'orologio d'oro
- Titolo originale: Beautiful Little Fool
- Diretto da: Kevin Bray
- Scritto da: Liz W. Garcia

### Trama
La squadra riapre un caso d'omicidio di una donna avvenuta nel Natale del 1929, quando la nipote della vittima chiede di risolvere il caso per scoprire la verità sulla sua famiglia.
- Ultima apparizione di Josh Hopkins nei panni di Jason Kite.
- Il titolo originale dell'episodio, Beautiful little fool, è preso dal romanzo Il grande Gatsby, contenendo esso molte similitudini con il romanzo.
- Data del flashback: 31 dicembre 1928
- Colpevole dell'omicidio è il factotum polacco della famiglia Bartleby: l'ha uccisa perché aveva rifiutato di far ricattare la famiglia usando sua figlia, paragonando questo gesto alla meschinità dello stesso Bartleby, cosa che ha fatto infuriare l'assassino.
- Lilly vede la vittima suonare il piano mentre sua madre e il suo nuovo marito ballano al loro banchetto di nozze. Poiché la maggior parte delle persone coinvolte è deceduta, ogni discendente vede il proprio caro nei propri studi o residenze: il factotum Felix viene visto dal nipote, McCarthy Jr vede il nonno e LaFleur, Nick Bartleby viene visto dalla sorella Muriel e la bisnipote di Violet, Aimée, vede Ginger correre fuori dal pensionato dove risiedeva la bisnonna.
- Essendo un caso molto vecchio, non ci sono sospettati da interrogare a parte una donna all'epoca ancora bambina, per cui i flashback avvengono attraverso documenti e registrazioni.
  - Canzone iniziale: Charleston di Paul Whiteman e la sua Orchestra
  - Canzone finale: 300 Flowers cantata da Allison Miller (Violet). Il brano è stato composto da Michael A. Levine per questo episodio.

## Sentenza finale
- Titolo originale: Death Penalty Final Appeal
- Diretto da: Alex Zakrzewski
- Scritto da: Sean Whitesell

### Trama
Jeffries riceve una chiamata da un uomo che sta per essere giustiziato per l'omicidio di una sedicenne avvenuta nel 1994, che sostiene di essere stato incolpato da uno degli investigatori che originariamente hanno lavorato sul caso. Così Jeffries si convince a riaprire il caso per trovare le prove dell'innocenza dell'uomo. Liberamente ispirato al film "il miglio verde"
- Data del flashback: 4 giugno 1994
- Colpevole dell'omicidio è il capo dei traslocatori: l'ha abusata e uccisa perché la sostituisce nella sua mente malata alla figlia abusata e fuggita da lui proprio poco prima del delitto.
- Lilly vede la vittima in archivio, mentre Jeffries vede Andre Tibbs al suo stesso funerale, appoggiato a un'auto, nelle vesti di civile nel 1994 e poi di carcerato, con sguardo contrariato per la sua morte ingiusta.
  - Canzone iniziale: Shine dei Collective Soul
  - Canzone finale: Hallelujah di John Cale

## Il treno
- Titolo originale: The Hen House
- Diretto da: David Von Ancken
- Scritto da: Craig Turk

### Trama
L'omicidio di una reporter ambiziosa nel 1945 viene riaperto quando una lettera sembra indicare che dovesse incontrare qualcuno alla stazione dei treni proprio la notte in cui è stata uccisa.
- Data del flashback: 8 maggio 1945
- Colpevole dell'omicidio è l'uomo che ha usurpato il nome di un deportato morto ad Auschwitz: l'ha uccisa perché aveva scoperto la sua identità e rifiutato di intrecciare una relazione amorosa con lui.
- Lilly vede la vittima fuori dalla centrale quando l'assassino viene portato in dipartimento.
  - Canzone iniziale: Leapfrog di Les Brown e la sua Orchestra
  - Canzone finale: It Could Happen to You di Jo Stafford

## L'ultima partita
- Titolo originale: The River
- Diretto da: Craig Ross Jr.
- Scritto da: Tyler Bensinger

### Trama
Quando un nuovo testimone si fa avanti, la squadra riapre un caso del 1984 riguardo all'omicidio di un rispettabile medico, la cui dipendenza dal gioco stava distruggendo la sua famiglia.
- Data del flashback: 14 gennaio 1984
- Colpevole dell'omicidio è il suo amico: l'ha ucciso perché la vittima gliel'ha chiesto per evitare altre sofferenze alla famiglia e farle acquisire l'assicurazione sulla vita.
- Il figlio della vittima lo vede sulla porta della corsia mentre Kat Miller gli rivela il gesto del padre.
  - Canzone iniziale: Holding Out for a Hero di Bonnie Tyler
  - Canzone finale: Only Time Will Tell degli Asia

## Joseph
- Titolo originale: Joseph
- Diretto da: Roxann Dawson
- Scritto da: Liz W. Garcia e Andrea Newman

### Trama
Quando la carta di credito di un consulente viene usata un anno dopo la sua morte, la squadra riapre il caso del 2005 dell'uomo presso il centro di riabilitazione per ragazzi a cui hanno sparato due settimane prima di testimoniare per un omicidio.
- Quest'episodio si ispira e richiama fortemente il film Laura, anche per il fatto che una gatta di Joseph porta questo nome.
- Data del flashback: 9 marzo 2005
- Colpevole dell'omicidio è il fondatore del centro, che voleva impedire che Joseph rivelasse la tresca fra la moglie e il ragazzo che aveva commesso il delitto, uno dei ragazzi in cura, infangando così il nome del centro. Invece di uccidere Joseph, ha sparato erroneamente al fratellastro.
- Crystal vede Orlando sorridergli da un ponte e Joseph vede il fratellastro mentre è nella fattoria coi suoi gatti.
  - Canzone iniziale: Float On dei Modest Mouse
  - Canzone finale: Collide di Howie Day